# Cesare Lombroso
Cesare Lombroso (Verona, 6. studenog 1836. – Torino,  19. listopada 1909.), talijanski liječnik, utemeljitelj antropološke teorije kaznenog prava i jedan od utemeljitelja kriminologije. 

## "Rođeni zločinac"
Uzrok zločina Lombroso je vidio u "degenerativnim tjelesnim pojavama". U djelu Rođeni zločinac (1876.) prvi je ponudio uvid u povezanost patologije i zločina, utjecao na odnos (ne)uračunljivosti i presude, odnosno terapije zločinca, te uveo podjelu zločinaca na one koji zločine čine iznimno i one koji ih opetovano kompulzivno ponavljaju.
Njegovo učenje o rođenom zločincu i tipiziranje osoba predisponiranih za antisocijalnu usmjerenost odbačeni su. Ipak, i danas postoje čak i znanstveni krugovi koji podržavaju Lombrosovu teoriju. Takozvani "lombrosovski tip" osobe je ona koja ima nisko čelo, guste obrve, jaku donju čeljust, sitne oči, jake ekstremitete. Cesare Lombroso, talijanski psihijatar koji je živio na prijelazu  19. u 20. stoljeće, proučavao je tjelesne osobine (naročito glave) osuđenih kriminalaca, te je na temelju rezultata stvorio teoriju o rođenom zločincu.